# Mitothemma striata
Mitothemma striata är en fjärilsart som beskrevs av Butler 1883. Mitothemma striata ingår i släktet Mitothemma och familjen nattflyn. Inga underarter finns listade i Catalogue of Life.